# Апекс (механика)
А́пекс (в механике) — точка на единичной сфере с центром в начале координат, являющаяся концом единичного вектора, который направлен по оси динамической симметрии абсолютно твёрдого тела с неподвижной точкой (например, гироскопа). Движение апекса по единичной сфере полностью характеризует движение оси динамической симметрии твёрдого тела, т. е. прецессию и нутацию.
В задаче о движении твердого тела-гиростата по круговой кеплеровской околоземной орбите в плоскости геомагнитного экватора изучены различные типы траекторий апекса.